# Coelioxys vituperabilis
Coelioxys vituperabilis är en biart som beskrevs av Holmberg 1903. Coelioxys vituperabilis ingår i släktet kägelbin, och familjen buksamlarbin. Inga underarter finns listade i Catalogue of Life.